# 細銀鮈
細銀鮈（学名：Squalidus gracilis gracilis）为輻鰭魚綱鯉形目鲤科銀鮈屬的鱼类。分布于亞洲日本，本魚背鰭軟條9至10枚；臀鰭軟條9枚；脊椎骨33至34個，體長可達5公分，棲息在砂石底質的河川中下游，屬雜食動物。
其种加词来源于拉丁文“gracilis”，意为“细长的”。